# Rue Paul-Vaillant-Couturier (Bagnolet)
Pour les articles homonymes, voir Rue Paul-Vaillant-Couturier.
La rue Paul-Vaillant-Couturier est une voie de communication de Bagnolet en Seine-Saint-Denis.

## Situation et accès

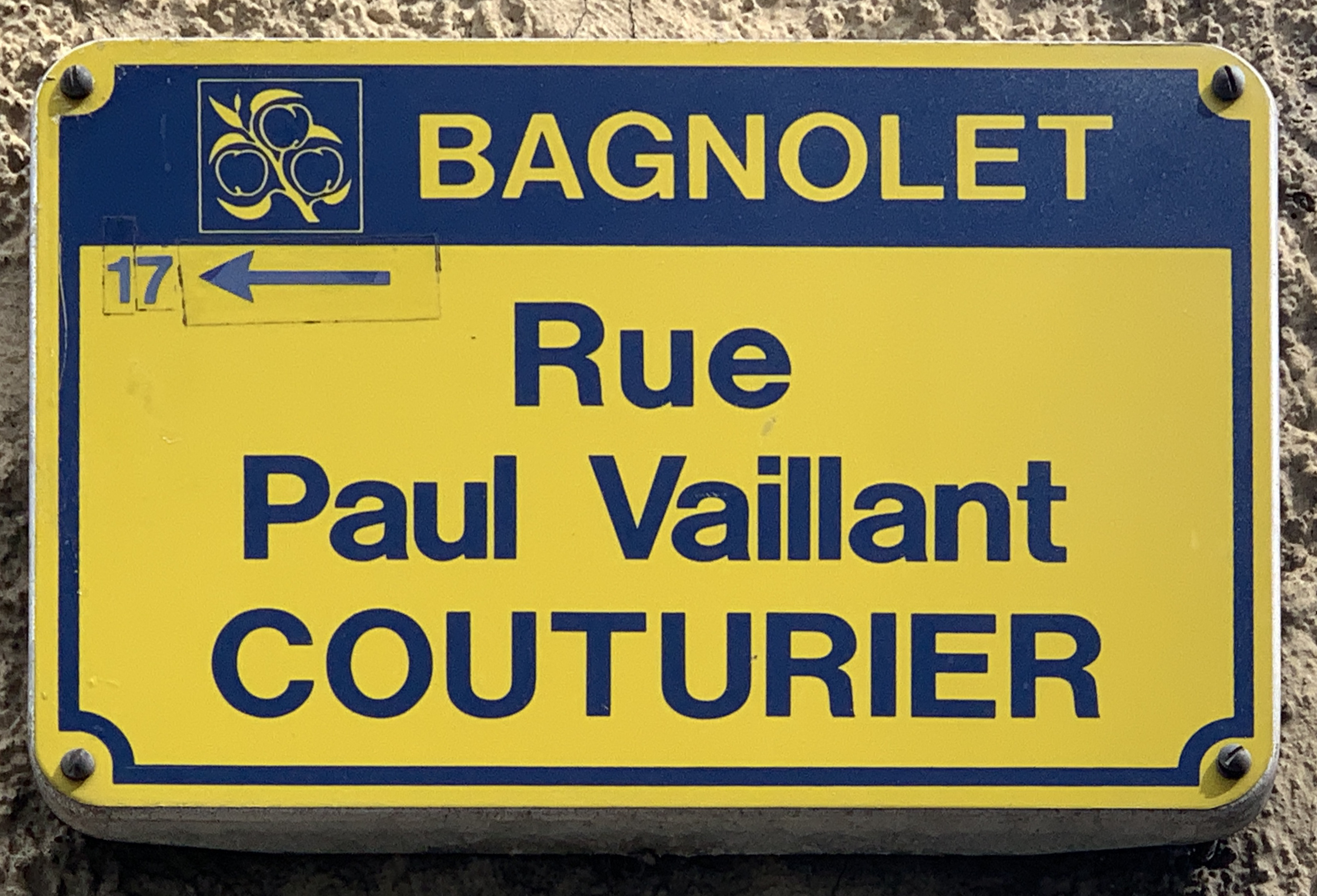
Plaque Rue Paul-Vaillant-Couturier

Elle commence au nord, au croisement de la rue Charles-Graindorge et de la rue Hoche. Elle marque l'extremité nord-ouest de la rue Raoul-Berton et se termine au carrefour de la rue Adélaïde-Lahaye et de la rue du Général-Leclerc.
Elle bénéficie d'une desserte assurée par la station de métro Gallieni sur la ligne 3 du métro de Paris.

## Origine du nom
Elle tient son nom de Paul Vaillant-Couturier, (1892-1937), écrivain, journaliste et homme politique français, cofondateur du Parti communiste français.
En 2018, il a été proposé par le groupe communiste de la mairie de lui donner le nom de rue Marie-Claude-et-Paul-Vaillant-Couturier, en hommage à Marie-Claude Vaillant-Couturier. ce vœu a été adopté à l'unanimité du Conseil Municipal.

## Historique

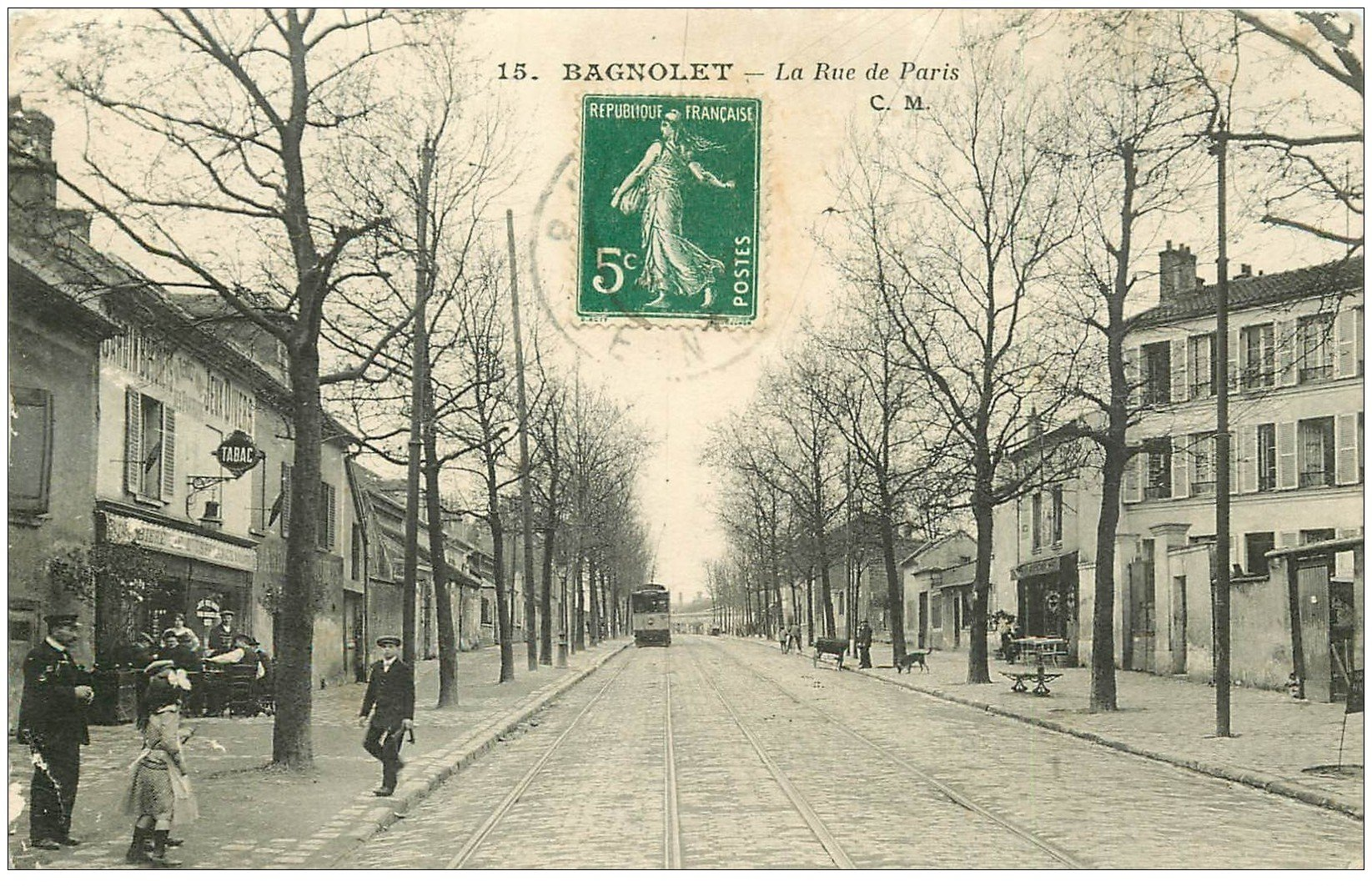
La rue de Paris en 1916.

Il s'agissait autrefois de la rue de Paris. Elle fut renommée à la Libération.
La partie sud-est qui menait jusqu'à la rue Robespierre, anciennement rue de Vincennes a été détruite lors de la construction de la gare routière internationale de Paris-Gallieni dans les années 1990.

## Bâtiments remarquables et lieux de mémoire
- Au no 11, emplacement de l'ancien Cinéma Capitole[5].

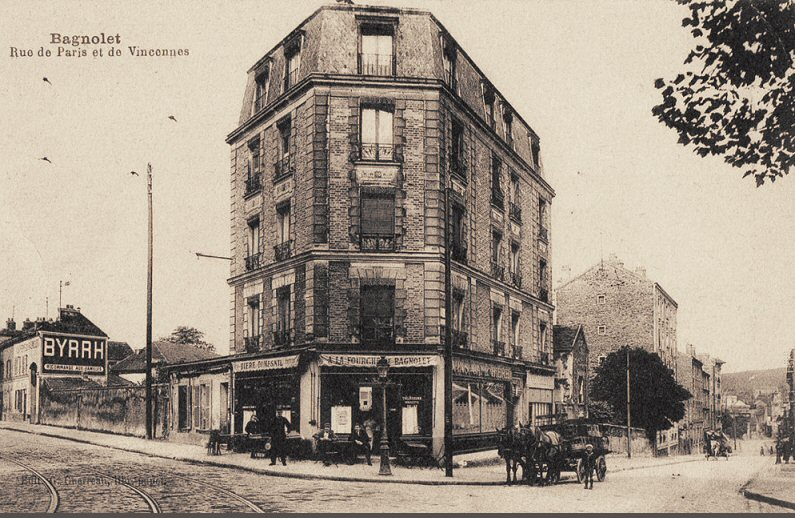
Coin de la rue de Paris et de la rue de Vincennes, années 1900.

- Hôtel de ville de Bagnolet, sur la place Salvador-Allende[6].
- Vers 1900 s'y trouvait encore, appartenant à un certain Mr Houdart, une maison du XVIIIe siècle décorée dans le genre de François Boucher[7].
- Médiathèque de Bagnolet, à l'angle de la rue Marceau.